# Givors
Givors este o comună în departamentul Rhône din sud-estul Franței. În 2009 avea o populație de 19.301 de locuitori.

## Evoluția populației
| An        | 1975   | 1982   | 1990   | 1999   | 2006   | 2009   |
| --------- | ------ | ------ | ------ | ------ | ------ | ------ |
| Populație | 21.968 | 20.544 | 19.777 | 18.437 | 18.454 | 19.301 |